# Leona May Peirce
 Leona May Peirce (* 4. August 1863 in Norway (Maine); † 24. September 1954 in Springfield (Massachusetts)) war eine US-amerikanische Mathematikerin.

## Leben und Forschung
Peirce verbrachte den Großteil ihres Lebens in Springfield (Massachusetts), wo ihr Vater Levi Peirce Musikhändler war. Sie erhielt 1886 ihren Bachelor-Abschluss am Smith College.  Von 1886 bis 1889 unterrichtete sie Mathematik, Physik und Chemie am Springfield Collegiate Institute, bevor sie ein Jahr an der Cornell University Mathematik, Geschichte der Philosophie und Physik studierte. Sie kehrte nach Massachusetts zurück, um ein Jahr lang Mathematik an der Mt. Herman Scool für Jungen zu unterrichten. Es folgte ein Jahr Mathematikstudium am Newnham College der Cambridge University in England. Peirce kehrte von 1892 bis 1893 an das Smith College zurück, um ihren Master in Mathematik zu erwerben. Sie studierte erneut Mathematik und Geschichte der Philosophie in Cornell, verbrachte dann drei Jahre als Privatschülerin an der Clark University, bevor sie sich schließlich an der Yale University einschrieb. 1899 promovierte sie bei Kelly Lynn Brinley mit der Dissertation: Chain-Differentiants of a Ternary Quantic. Aufgrund des plötzlichen Todes ihres Vaters musste sie die Leitung eines Musikeinzelhandelsgeschäfts mit einer Ladenkette übernehmen, die vor der Depression ein Geschäft von einer halben Million Dollar pro Jahr abwickelte. Während der ersten zwei Jahrzehnte des 20. Jahrhunderts war sie sehr an den Aktivitäten der Gemeinde in Springfield beteiligt. Sie war elf Jahre lang Mitglied des Springfield School Board, Präsidentin des Springfield College Club und der Western Massachusetts Branch der Association of Collegiate Alumnae. Sie war neun Jahre lang Treuhänderin des Wesson Memorial Hospital und fünf Jahre lang Direktorin der Springfield Civil Service Reform League. Die Weltwirtschaftskrise von 1929 könnte jedoch dazu geführt haben, dass ihr Musikgeschäft scheiterte, da sie von 1928 bis 1932 wieder Mathematik und Physik an der Barrington School und von 1932 bis 1934 Algebra und Englisch an der Leominster High School unterrichtete. In den Sommermonaten von 1930 bis 1932 studierte sie Mathematik an der Harvard University.  Sie ging 1937 in den Ruhestand und lebte bis zu ihrem Tod 1954 in Springfield.

## Mitgliedschaften
- ACA (später: American Association of University Women)
- Phi Beta Kappa